# Viaje a Tombuctú
Viaje a Tombuctú es una película independiente peruano-argentina de 2014 ópera prima de Rossana Díaz Costa. Relata la historia de dos adolescentes que viven en el Perú durante la década de los ochenta. Su historia de amor y su paso desde la niñez a la adolescencia revelan los cambios sufridos por este país durante la época del terrorismo en el Perú, la crisis económica y la huida de gran parte de la población. 

## Sinopsis
Ana (Andrea Patriau) y Lucho (Jair García) son dos jóvenes que viven en el Perú. Su historia de amor y su paso desde la niñez a la adolescencia revelan los cambios sufridos por este país durante los años ochenta. Para ellos, la única manera de sobrevivir en medio de la violencia, la pobreza y la falta de oportunidades es a través de su amor, una especie de refugio que tiene como patria un país imaginario llamado Tombuctú. Sin embargo, la realidad en la que viven intentará interponerse entre ellos para derrumbar su utopía.

## Producción
La película tiene sus orígenes en el año 2007, ganó el Premio de Coproducción de Ibermedia (2011) y el Premio del Consejo Nacional de Cinematografía (Perú) - Conacine 2010.
El rodaje tuvo lugar entre abril y mayo de 2012 y entró a posproducción luego de ganar la ayuda del INCAA-Argentina que obtuvo después del rodaje.
El estreno mundial tuvo lugar en el Festival de Cine de Lima de 2013, en agosto del mismo año. Su estreno comercial se dio el 22 de mayo de 2014 en Argentina y el 29 de mayo de 2014 en el Perú.

## Reparto
- Andrea Patriau (Ana)
- Jair García (Lucho)
- Matilda Martini
- Flavio Espinoza
- Juan Palomino
- Mónica Rossi
- Enrique Victoria
- Élide Brero

## Reconocimientos
- Premio del Público (en línea), Festival de Cine de Lima (2013)[4]
- Premio Mejor Largometraje de Ficción,  Festival de Cine Latino de Uruguay (2013)[4]
- Premio Mejor Largometraje de Ficción - Festival Internacional de Cine de Pasto, Colombia (2014)[5]
- Premio Mejor Largometraje en el 8° Festival de Cine Peruano en París[6] (2015)
- Premio Le Soleil Tournant.[7][8]